# 格蘭德維尤 (愛荷華州)
格蘭德維尤（英語：Grandview）是一個位於美國愛荷華州路易莎縣的城市。

## 地理
格蘭德維尤的座標為41°16′38″N 91°11′20″W / 41.27722°N 91.18889°W，而該地的平均海拔高度為217米（即712英尺）。

## 人口
根據2010年美國人口普查的數據，格蘭德維尤的面積為0.60平方千米，當中陸地面積為0.60平方千米，而水域面積為0.00平方千米。當地共有人口236人，而人口密度為每平方千米393人。